# Флаг Восходящего Солнца
Флаг Восходящего Солнца (яп. 旭日旗 Кёкудзицу-ки) — военное знамя Японии. Этот флаг использовался как символ пожелания успеха, а в качестве военного знамени впервые стал использоваться в конце периода Эдо (с 1854 года). 27 января 1870 года он был принят в качестве национального флага в рамках политики, проводимой в период Мэйдзи. В настоящее время флаг продолжает использоваться военно-морскими и, в изменённом виде, сухопутными Силами самообороны Японии, а его изображение периодически встречается на ряде товаров и рекламных плакатов. Однако ввиду того, что в период Второй мировой войны флаг использовался японскими войсками во время завоевания и оккупации стран Юго-Восточной Азии, в Южной Корее и Китае он считается символом японского милитаризма и империализма, а его использование считается оскорбительным, иногда он сравнивается с восприятием свастики в Западном мире.

## Внешний вид
Флаг напоминает современный флаг Японии тем, что имеет красный круг, расположенный вблизи от центра полотнища, но отличается наличием солнечных лучей (обычно 16), которые призваны отражать соответствие одному из названий Японии — «Страна Восходящего Солнца». Японская императорская армия начала использовать данный флаг с 1870 года. Японская императорская армия и Императорский флот Японии имели различные варианты флага: на военно-морском знамени круг располагался ближе к стороне древка, тогда как в варианте сухопутной армии (в том числе на полковых знамёнах) он был расположен в центре. Военно-морской вариант флага был принят в 1889 году. Он использовался на флоте с этого времени до конца Второй мировой войны. После поражения Японии в августе 1945 года армия и флот были распущены, а флаг вышел из употребления. Однако при создании Сил самообороны страны в 1954 году он был принят повторно; морские силы самообороны используют вариант с шестнадцатью лучами, тогда как сухопутные — с восемью.

## Восприятие
Использование флага считается оскорбительным в странах, становившихся когда-либо жертвами японской агрессии, в том числе в Южной Корее и Китае, где он считается символом японского милитаризма. Во время Олимпийских игр 2008 года японские болельщики были предупреждены, что использование этого флага может привести к проблемам и конфликтам с китайцами. В самой Японии этот флаг иногда используется на спортивных мероприятиях и на протестных акциях некоторыми ультраправыми группами. Изображение флага также встречается на этикетках некоторых продуктов и является эмблемой газеты «Асахи симбун».
Среди любителей JDM-культуры распространено использование изображения флага на своих автомобилях.